# Teredinae
Teredinae es una subfamilia de coleópteros polífagos.

## Géneros
- Oxylaemus
- Rustleria
- Sosylopsis
- Sysolus
- Teredolaemus
- Teredomorphus
- Teredus